# 穆迪峰
穆迪峰（英語：Moody Peak）是南極洲的山峰，位於奧次地，海拔高度超過1,800米，屬於迴旋鏢山脈的一部分，在1964年由美國南極名稱諮詢委員命名，現時由南極條約體系管理。